# Charles Boniface
Charles Boniface Mkwasa – tanzański piłkarz grający na pozycji ofensywnego pomocnika. W swojej karierze grał w reprezentacji Tanzanii.

## Kariera klubowa
W swojej karierze piłkarskiej Boniface grał w klubie Young Africans SC.

## Kariera reprezentacyjna
W reprezentacji Tanzanii Boniface zadebiutował w 1980 roku. W tym samym roku powołano go do kadry na Puchar Narodów Afryki 1980. Na tym turnieju rozegrał dwa mecze grupowe: z Egiptem (1:2) i z Wybrzeżem Kości Słoniowej (1:1). W kadrze narodowej grał do 1984 roku.